# Bahnhof Satteldorf
Der Bahnhof Satteldorf ist eine Betriebsstelle der Bahnstrecke Crailsheim–Königshofen. Er liegt in Satteldorf im Landkreis Schwäbisch Hall in Baden-Württemberg.

## Geschichte
Am 23. Oktober 1869 nahmen die Königlich Württembergischen Staats-Eisenbahnen den Bahnhof mit dem Streckenabschnitt Crailsheim–Mergentheim in Betrieb.
Das Empfangsgebäude befindet sich heute in Privatbesitz. Im Gebäude ist ein mechanisches Stellwerk untergebracht, von dem die Weichen und Formsignale des Bahnhofs über Doppeldrahtzugleitungen gestellt werden. Der Bahnhof Satteldorf wird seit 10. September 2007 wieder im Personenverkehr bedient, nachdem dort 22 Jahre lang keine Reisezüge mehr gehalten hatten.
Am Bahnhof hat der Betriebshof des Bauunternehmens Leonhard Weiss einen Gleisanschluss.

## Denkmalschutz
Das ehemalige Empfangsgebäude in der Straße Am Bahnhof 5 steht unter Denkmalschutz und ist Teil der Sachgesamtheit Bahnstrecke Bad Mergentheim–Crailsheim: Württembergische Taubertalbahn mit Bahnhöfen, Nebengebäuden, Brücken, Gleisanlagen und sämtlichem stationärem und beweglichem Zubehör.